# Neivamyrmex nyensis
Neivamyrmex nyensis é uma espécie de formiga do gênero Neivamyrmex.